# Educación STEM
El término STEM es el acrónimo de los términos en inglés Science, Technology, Engineering, and Mathematics (Ciencia, Tecnología, Ingeniería, y Matemáticas). 
El término STEM, a secas, únicamente sirve para agrupar a las 4 grandes áreas de conocimiento en las que trabajan científicos e ingenieros.

## Historia y origen
En la década de los 80, Seymour Papert, sentó las bases del STEM al construir uno de los primeros juguetes con programación incorporada para niños, el Lego-Logo. Este matemático daba especial importancia a los juegos con engranajes para niños, ya que consideraba que desarrollaban el pensamiento.
El término original SMET fue acuñado por la National Science Foundation (NSF) en los años 90. En el 2001 se reorganizaron las palabras para crear el acrónimo actual. Desde entonces el plan de estudios orientado STEM se ha extendido a muchos países.
Pero no fue hasta el 2010, cuando se comenzaría a dar importancia a la necesidad de invertir en un nuevo modelo educativo en ciencias y se inició su inclusión en el curriculum educativo a nivel global.
Este modelo educativo comenzó en Estados Unidos. Surgió de la necesidad de complementar y aunar las ciencias y las tecnologías en un todo que enriqueciera el conocimiento desde cualquier enfoque. El término apareció por primera vez en el 2005 en el informe de la Comisión Europea “Europe Needs More Scientists: Report by the High Level Group on Increasing Human Resources for Science and Technology”.
En las últimas décadas, se ha observado un descenso en el interés de los estudiantes por el estudio de las áreas científico-tecnológicas, que es inversamente proporcional a la necesidad de profesionales cualificados en el campo de las tecnologías, ya que, aunque la robótica y los algoritmos estén ocupando labores antes realizadas por las personas, no dejan de ser imprescindibles las habilidades para crear, diseñar y dirigir estas tecnologías de la manera más óptima.
La evolución educativa que supone la Educación STEM en el siglo XXI es que la ingeniería y sus métodos, se abren paso también en el currículo de la Educación Primaria y Secundaria de igual modo que la Ciencia y el método científico se han incorporado al currículo en el siglo XX.
La relación existente entre las Matemáticas, Ciencia y Tecnología es inherente a estas disciplinas. De lo que se trata es de provocar de manera intencionada procesos de investigación científica para el aprendizaje conjunto de nuevos conceptos de Matemáticas, Ciencias y Tecnología dentro de un proceso práctico de diseño y resolución de problemas, tal y como se hace en Ingeniería en el mundo real.
Es por ello que nació la necesidad de crear el modelo educativo basado en la interdisciplinariedad, eliminando las barreras existentes y encontrando un punto de confluencia y enriquecimiento de todas las disciplinas en una.

#### De STEM a STEAM

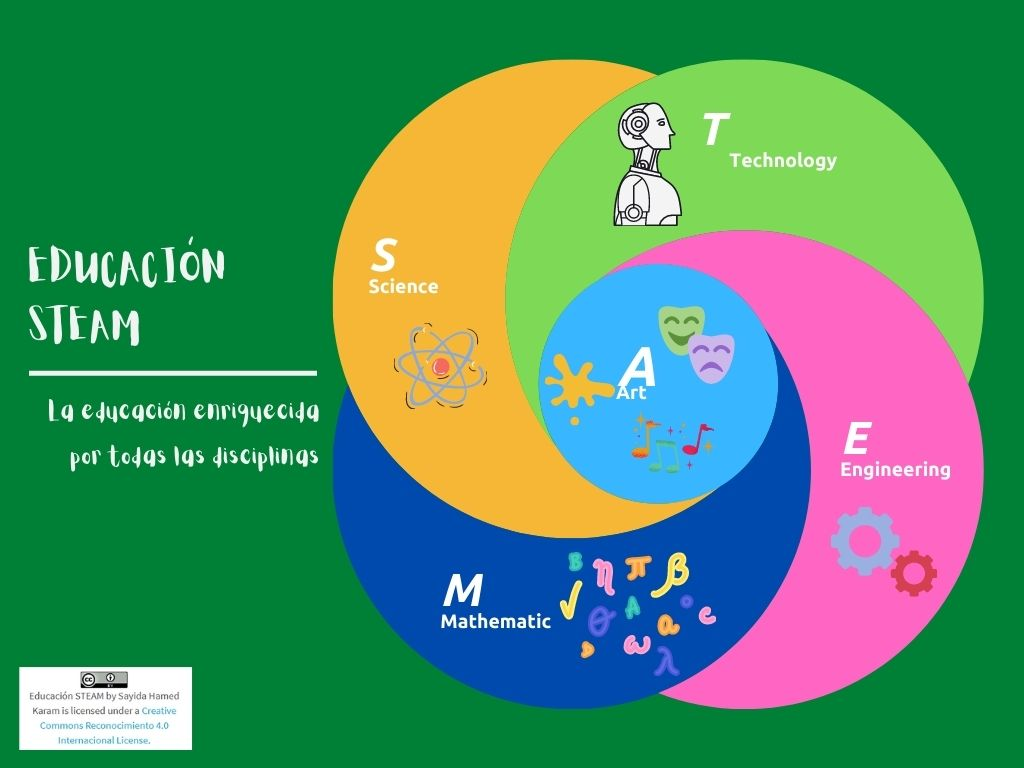
Diagrama: Relación entre disciplinas en la Educación STEAM.

Esta evolución estuvo promovida por la Rhode Island School of Design de Estados Unidos y se concretó en el 2011, cuando en Corea del Sur propusieron un modelo concreto de aprendizaje, incluyendo el arte, y dando lugar a lo que conocemos como STEAM (Science, Technology, Engineering, Arts and Mathematics).
Incluir el arte aumentó el enfoque multidisciplinar, fomentando la creatividad en el alumnado, potenciando sus capacidades y habilidades, y enriqueciendo el resto de conocimientos del proceso de enseñanza-aprendizaje. Este hecho supuso ir más allá de la mera incorporación del arte a esta composición disciplinar, ya que ayuda a ampliar la perspectiva hacía algo más que lo “técnico o científico”, invitando a “crear” y “aportar” desde nuevas habilidades y áreas de forma libre.
STEAM le permite al agente educativo suscitar espacios significativos, en los cuales se tienen en cuenta los conocimientos previos, las necesidades e intereses de los niños; complementando los procesos del aprendizaje, promoviendo el desarrollo de la creatividad y potenciando el pensamiento crítico que STEM no permitía hasta entonces.

## Definición
En un principio, el concepto “Educación STEM” (del inglés STEM Education) se ha desarrollado como una nueva manera de enseñar conjuntamente Ciencia, Matemáticas y Tecnología (en general, no solo informática) con dos características bien diferenciadas:
- Enseñanza-aprendizaje de Ciencia, Tecnología, Ingeniería y Matemáticas de manera integrada en lugar de como áreas de conocimiento compartimentadas. Por instrucción integrada se entiende cualquier programa en el que hay una asimilación explícita de conceptos de dos o más disciplinas.[14]
- Con un enfoque de Ingeniería en cuanto al desarrollo de conocimientos teóricos para su posterior aplicación práctica, enfocados siempre a la resolución de problemas tecnológicos.La esencia de la Ingeniería es el diseño y construcción de objetos y sistemas que resuelvan un problema.[14]

El concepto fue evolucionando hasta la “Educación STEAM” que se puede definir como un nuevo enfoque educativo o paradigma que tiene como objetivo garantizar la transversalidad del proceso de enseñanza-aprendizaje a través de disciplinas que en la sociedad actual se consideran imprescindibles para el desarrollo integral de los individuos.
Esta metodología desarrolla de forma globalizada los contenidos de estas ramas garantizando un aprendizaje significativo y contextualizado que implica el desarrollo de competencias que les permitan integrarse en la sociedad actual, tales como el pensamiento computacional, el científico, el visoespacial o la competencia de aprender a aprender; es decir, es un modelo interdisciplinar que intenta responder a la resolución de problemas de la sociedad actual.
Esta nueva metodología se aprovecha de la relación de estas cinco disciplinas otorgando a la educación una perspectiva creativa que complementa los contenidos científicos a través del uso de las tecnologías de la información y la comunicación.

## STEAM como aprendizaje interdisciplinar
A través del estudio de diferentes enfoques como el constructivista, la alfabetización funcional, el holístico y el de diferentes teorías modernas, se puede englobar a la metodología STEAM como aprendizaje interdisciplinar. De esta forma, nos referimos a la educación STEAM como un modelo interdisciplinar ya que trabaja varias disciplinas sin destacar ninguna, colocando el énfasis en la transferencia de los contenidos entre las mismas, es decir, entre las matemáticas, el arte, la tecnología, la ingeniería y las ciencias.

## Rol del docente
A través de los proyectos STEAM el docente participa como guía y orientador del proceso de enseñanza-aprendizaje, presentando, en primer lugar, el proyecto y a continuación, proporcionando retroalimentación a los progresos del alumnado.
Es muy importante que el docente realice un análisis exhaustivo de las necesidades del alumnado y que disponga de habilidades suficientes para aplicar los proyectos. Para ello, debe estar al tanto de los últimos avances tanto en ciencia como en tecnología.También, debe ser capaz de crear ambientes de aprendizaje que fomenten la comunicación, así como de comunicarse y coordinarse con el equipo docente.

## Beneficios
El principal objetivo es el de impulsar las capacidades de los alumnos de ambos géneros y de todas las edades en las cuatro disciplinas de manera integrada. Los países desarrollados utilizan la educación STEM para mejorar su liderazgo y competitividad al crear nuevos líderes e investigadores con la capacidad de resolver los desafíos de la sociedad.
Este tipo de educación debe ser desarrollada desde infantil ya que permite a los niños explorar y comprender el mundo que les rodea y desarrollar las competencias lingüística, colaborativa e imaginativa, habilidades esenciales en estas primeras edades.
La Educación STEAM propicia que los estudiantes trabajen en equipo y aprendan a resolver problemas reales sobre los que deben tomar decisiones y reflexionar; aumenten su capacidad para resolver problemas de forma creativa; fomenten el pensamiento crítico individual y su autoestima e impulsen sus capacidades comunicativas. Además, el uso de tecnologías emergentes minimiza la sensación "intimidatoria" que estos producen. A través de la explicación de hipótesis e ideas, hacen conexiones entre los objetivos de la resolución de problemas y los procesos realizados.
Además, la experimentación en primera persona les permite mejorar la retención de los conceptos aprendidos a largo plazo y, por consiguiente, los resultados académicos. Esto hace que se prefiera este tipo de metodología ante otras, ya que se aprende haciendo y se trabaja en diferentes contenidos curriculares. La educación STEAM permite trabajar de manera interdisciplinar, ya que da cabida tanto a proyectos científicos como artísticos donde se refuerza la creatividad e imaginación.

## Retos de los proyectos STEAM
La Educación STEAM se enfrenta a grandes retos: 
- Dar respuesta a los desafíos económicos globales.[24]
- Satisfacer la demanda de alfabetización STEAM, para solucionar problemas ambientales y tecnológicos.[24]
- Desarrollar en el alumnado conocimientos y competencias necesarias en la sociedad del siglo XXI.[24]
- Mantener la actitud motivadora del alumnado.[25]
- Formar al profesorado para que desarrolle habilidades tecnológicas adecuadas.[26]
- Reducir la poca representación femenina en carreras o educación STEM mediante creando un ambiente educativo más amigable y motivador para las decisiones personales niñas y eliminando los estereotipos de género.[27]
- Eliminar las brechas laborales y salariales causadas por estereotipos de género y responsabilidades maritales y maternas mediante la creación de empleos mejor pagados y más accesibles en base de la situación de la empleada.[28]
- Aumentar la representación laboral femenina en carreas de ingeniería o estudios de la vida como lo es las ciencias computacionales.[29]

## Aplicaciones
La clave de la educación STEM es que los niños creen tanto con tecnologías digitales, como analógicas. A continuación, se presentan una serie de métodos educativos en relación con el STEM:
Robótica educativa

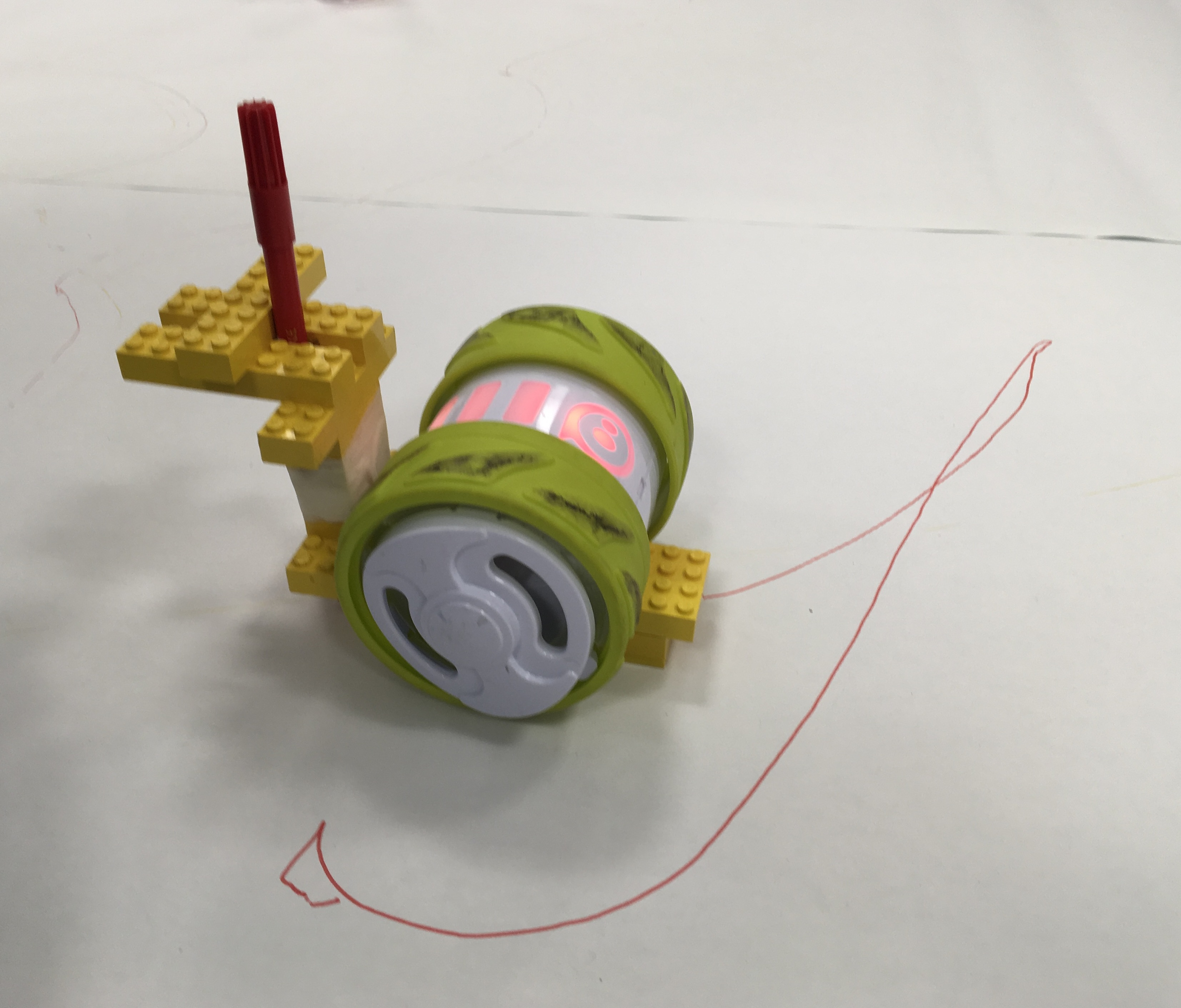
Desarrollo de la creatividad utilizando un robot educativo. Autor : Andrea Leal

La robótica educativa está incluida dentro del STEM ya que fomenta el desarrollo y el aprendizaje de conocimientos de ciencias, tecnología, ingeniería y matemáticas y puede ser llevada a cabo desde la educación infantil a las enseñanzas superiores. Emplea una metodología de acción e innovación basada en el uso de robots para desarrollar múltiples habilidades en los alumnos como el compañerismo, los valores, la autonomía personal y el trabajo en grupo. Además de esto, potencia el desarrollo de las inteligencias múltiples desarrolladas en la Teoría de las inteligencias múltiples de Howard Gardner
Aprendizaje basado en proyectos

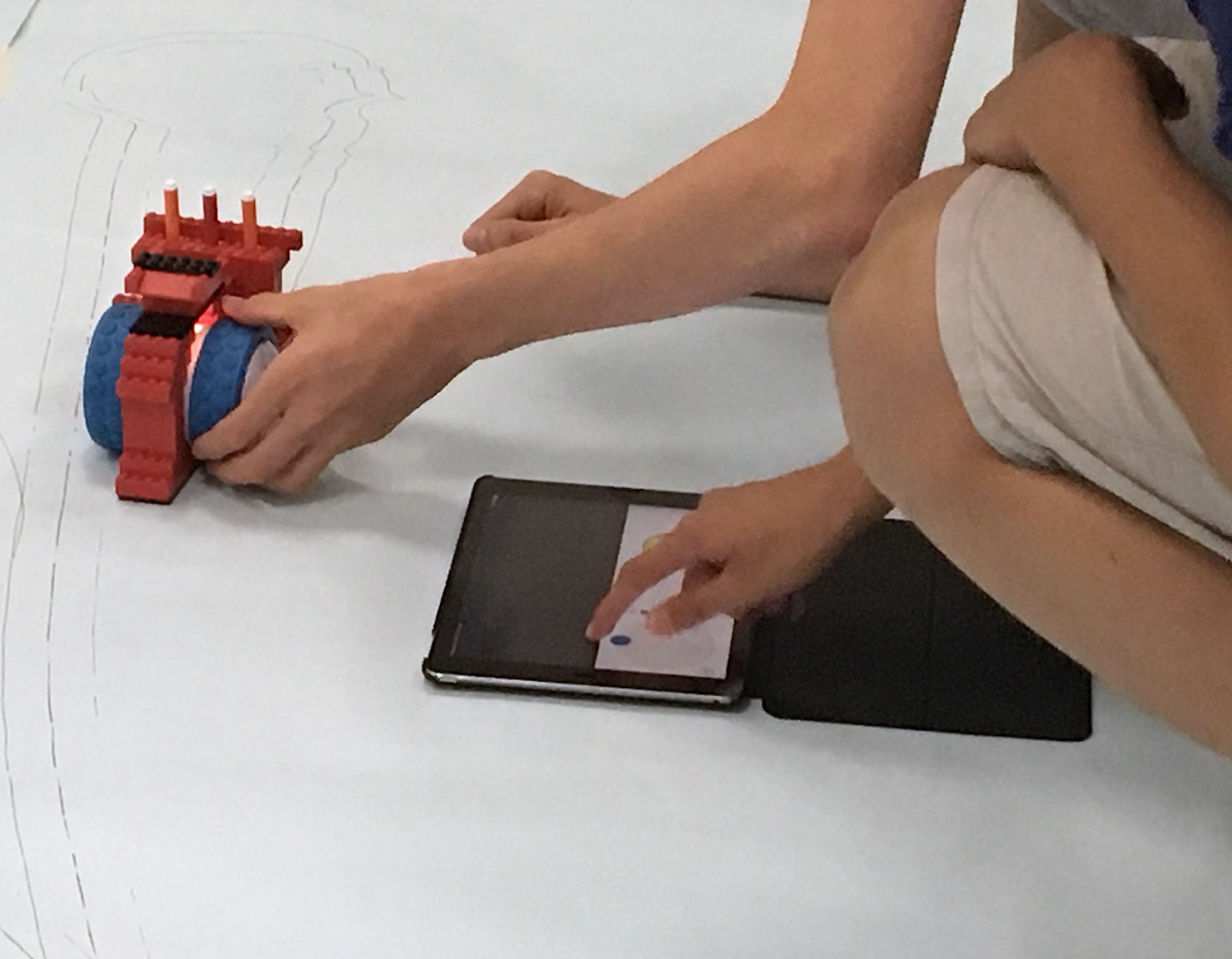
Programación y construcción con robot educativo. Autor: Andrea Leal

La educación STEM se basa principalmente en el aprendizaje basado en proyectos. Esto permite desarrollar en los estudiantes la habilidad de resolver problemas, dándoles la libertad de trabajar en un tema de su interés y haciéndolos protagonistas de su aprendizaje. Para crear un proyecto los estudiantes pueden realizar maquetas y prototipos, hacer simulaciones, salir del aula y encontrar profesionales, compartir ideas, recibir críticas, etc. El rol del docente es el de guiar a los estudiantes y proporcionarles contenidos intencionados que puedan complementar el trabajo.
La investigación actual de la aplicación del proceso de aprendizaje basado en proyectos y Educación STEM demuestra que la realización de proyectos puede aumentar el interés de los alumnos en Ciencias, Tecnología, Ingeniería, y Matemáticas (STEM) ya que involucran a los estudiantes en la solución de problemas auténticos, trabajan en equipo, y construyen soluciones reales y tangibles.

## De la teoría a la práctica
Para llevar a la práctica la educación STEAM el Science Foundation Arizona (SFAz) y el AZ STEM Network proponen cuatro modelos de implementación:
1.	Modelo exploratorio: incorporar el STEAM a través de actividades extraescolares.
2.	Modelo introductorio: incorporar el STEAM a las clases tradicionales a través de trabajos para subir nota.
3.	Modelo de inmersión parcial: incorporar al plan de estudio temas y actividades STEAM.
4.	Modelo de inmersión total: incorporar totalmente el STEAM a los planes de estudios.
Existen muchas instituciones que han incorporado el STEAM a su sistema de enseñanza. En Europa, por ejemplo, se hizo muy famoso el proyecto KIKS (Kids Inspire Kids for STEAM). Este proyecto tuvo por finalidad fomentar la creatividad de los alumnos de secundaria por las áreas STEAM para que crearan un proyecto junto a un profesor que tuviera como objetivo motivar a otros alumnos a interesarse por las STEAM.

## Promoción de igualdad de género
Desde los comienzos, la mujer ha tenido un papel fundamental en el ámbito de las ciencias. Fue en el Antiguo Egipto, donde se reconoció a una mujer como la primera médica de la historia. Más tarde, en la Edad Media se contemplaron las primeras universidades en Europa, en las que las mujeres no tenían derecho a asistir. No fue hasta el siglo XVIII, cuando las Universidades pertenecientes a Europa dieron un giro y empezaron a aceptar que las mujeres pudieran asistir.
Actualmente, la promoción de igualdad de género y la representación de las mujeres en los apartados STEAM ha mejorado al pasar de los años. Sin embargo, actualmente sigue existiendo una brecha de género bastante visible, que es reflejada en varios ámbitos, especialmente el educativo y el laboral.
Según la UNESCO  tal brecha se ha expresado en varios rubros como los familiares, sociales, individuales o educativos. Igualmente se mencionan las diferencias biológicas entre hombres y mujeres, pero no hay alguna aparte de la influencia de factores en el desarrollo de las habilidades espaciales en la niñez.Esto se puede ver reflejado primeramente en las escuelas, donde según la UNESCO en el libro Descifrando el Código escrito por Chavatzia, Theophania y publicado en el 2019, menciona que a pesar de los esfuerzos de crear ambientes más amigables para las carreras de STEAM y un aumento de oportunidades para que las niñas puedan escolarizarse, todavía existen varios obstáculos sociales y personales, los cuales causan una representación femenina muy baja en las carreras relacionadas de STEAM por 30 años, según Wang y Degol en 2016, donde el 35% de alumnos son mujeres. Esto por ende afecta a las oportunidades laborales, donde según una investigación por Yonghong Xu una brecha laboral y salarial en empleos STEAM es creado gracias a los estereotipos de género o responsabilidades Maritales y maternales de pareja que recaen esencialmente en las mujeres, reducen las posibilidades para una mujer de conseguir un empleo de tiempo completo o un puesto importante.  
Se han tomado varias medidas para promover y convencer a las niñas y mujeres a dirigirse hacia carreras relacionadas en STEAM: 
La UNESCO menciona que se han tomado varias medidas e intervenciones en los distintos rubros, en el ámbito personal, mejorando motivación y desarrollando las identidades STEM de las mujeres. Respecto a los asuntos familiares mediante diálogos, redes de pares o promover la participación temprana de los padres en la educación. En el ámbito educacional se recomienda la formación de docentes STEAM, conseguir recursos STEAM, Schilling y Pinell en 2019 hacen la propuesta de crear actividades extracurriculares como campamentos de verano o de un solo sexo enfocados en STEAM. Por último, en el ámbito social se proponen políticas, asociaciones que promuevan más representación femenina e igualdad de género en STEAM mediante los medios. Wang y Degol en 2017 mencionan formas como la intervención temprana para promover interés en las carreras de STEAM, romper los estereotipos de género y STEAM, promover el trabajo duro en vez de talento y hacer el aprendizaje de STEAM algo más interactivo y relacionado al Storytelling, para atraer un mayor número de mujeres a estas áreas y por ende tener un mayor impacto femenino en ellas.